# Kurt Reiprich
Kurt Reiprich (* 25. Mai 1934 in Reichenberg, Tschechoslowakei; † 21. Juni 2012 in Leipzig) war ein deutscher Philosoph und Hochschullehrer. 

## Leben und Wirken
Er war der Sohn des Bäckers Anton Reiprich und dessen Ehefrau Anna und besuchte bis 1945 das Gymnasium in Reichenberg. Danach mussten seine Eltern mit ihm die wiedergegründete Tschechoslowakei verlassen und nach Nohra in Thüringen umsiedeln. Dort schloss er bis 1949 die Grundschule ab und wechselte dann an die Oberschule nach Nordhausen, wo er 1952 das Abitur ablegte und Mitglied der SED wurde. Bis 1957 studierte er im Anschluss an der Friedrich-Schiller-Universität Jena und erlangte dort den Abschluss als Diplom-Philosoph. Danach arbeitete er als wissenschaftlicher Assistent und ab 1966 als Oberassistent an der Bergakademie Freiberg. 1962 promovierte er in Jena zum Dr. phil. und 1966 habilitierte er sich an der Humboldt-Universität zu Berlin. Von 1968 bis 1977 war er Professor für Dialektischen und Historischen Materialismus an der Bergakademie Freiberg und im Anschluss am Franz-Mehring-Institut der Karl-Marx-Universität Leipzig. Zum 31. Mai 1990 erfolgte in Zusammenhang mit der Wende und friedlichen Revolution in der DDR seine Abberufung. Er trat mit 55 Jahren in den Vorruhestand. Von 1991 bis 2009 engagierte er sich im Rohrbacher Kreis der Rosa-Luxemburg-Stiftung Sachsen und war mehrere Jahre Redakteur der Rohrbacher Hefte.

## Schriften (Auswahl)
- Der wissenschaftliche Gesetzbegriff in den Werken von Karl Marx und Friedrich Engels in der Zeit bis 1848 (unter besonderer Berücksichtigung des Manifests der Kommunistischen Partei). Jena 1962.
- (mit Martin Guntau): Zum Gesetzproblem in den geologischen Wissenschaften. Leipzig 1965.
- Die Beziehung der marxistischen Philosophie zur Entwicklung der Naturwissenschaft in der Periode 1871–1895. Berlin 1966.
- Die philosophisch-naturwissenschaftlichen Arbeiten von Karl Marx und Friedrich Engels. Berlin 1969.
- Semantische und syntaktische Schwierigkeiten bei der Bestimmung universeller Methoden. Leipzig 1997.
- Klaus Fuchs-Kittowski: Emil Fuchs – Christ und Sozialist – Aus persönlichem Erleben. – In: Christentum, Marxismus und das Werk von Emil Fuchs. Beiträge des sechsten Walter-Markov-Kolloquiums. Hrsg. v. Kurt Reiprich, Kurt Schneider, Helmut Seidel u. Werner Wittenberger. Leipzig: Rosa-Luxemburg-Stiftung Sachsen 2000.